# Maha Ali Kazmi
Maha Allí Kazmi (urdu: مہا علی کاظمی) (1988, Karachi (Pakistán)) es una cantante y compositora paquistaní que nació y creció en Karachi y posee ascendentes de la Cachemira. Concluyó su enseñanza superior en la Universidad Monash, en Melbourne en Australia y, al retornar a Pakistán, inició su carrera musical como vocalista de back-up de la Cornetto Music Icons en 2013. Lanzó su single de estreno llamado Nazar después.

## Biografía
Maha Ali Kazmi nació en Karachi, Pakistán, hija de Ali Asghar Raza, un ingeniero civil con ascendencia en Cachemira y Fátima Ali Asghar. La música es un legado transmitido por el artista clásico hindustani Wajid Ali Shah, el antepasado del lado de su madre.
Ella comenzó a cantar y se unió a su primera banda underground a los 16 años en Karachi. Sin embargo, después de graduarse de la escuela secundaria, decidió continuar sus estudios y se mudó a Melbourne.

### Carrera
Al finalizar sus estudios, regresó a Karachi poco después de lo cual audicionó para Cornetto Music Icons y, posteriormente, Shahi Hasan de Vital Signs la seleccionó como la vocalista principal del programa transmitido en ARY Digital. Esta experiencia le ha permitido trabajar junto a algunos de los nombres más importantes de la industria de la música en Pakistán, como Rahat Fateh Allí, Allí Azmat, Strings y Alamgir, por nombrar algunos.
Lanzó su primer single, Nazar, producido por Farhad Humayun, el cantante y batería principal de la banda Overload, de Lahore, en 2013.
Su segundo single, Jana Nahi, producido por Shahi Hasan, fue lanzado en 2014.
Desde entonces, ha lanzado varios singles, incluida una colaboración con el maestro de guitarra Aamir Zaki en forma de una canción llamada Aaj Sun Ke Tumara Naam, que se lanzó como homenaje al guitarrista paquistaní.

## Discografía

### Singles
| Año  | Canción                                     |
| ---- | ------------------------------------------- |
| 2013 | "Nazar"                                     |
| 2014 | "Jana Nahin"                                |
| 2017 | "Summer Nights"                             |
| 2017 | "Aaj Sun Ke Tumhara Naam"(feat. Aamir Zaki) |
| 2018 | "Sitaron Ki Khoj"                           |